# Viipurin Reipas
Viipurin Reipas byl hokejový tým z města Vyborg, které patřilo Finsku pod jménem Viipuri. Po skončení Zimní a Pokračovací války bylo postoupeno Sovětskému svazu a Reipas se odsunuli za finské hranice do Lahti, kde se přejmenovali na Lahden Reipas.
Viipurin Reipas hrál dvě sezóny ve SM-sarja lize ve Finsku. Vyhrál hned první sezónu v roce 1928 a vrátil se v roce 1932, kdy ztratil jediný zápas proti HJK.